# Melanargia bicuneata
Melanargia bicuneata är en fjärilsart som beskrevs av Ruggero Verity 1913. Melanargia bicuneata ingår i släktet Melanargia och familjen praktfjärilar. Inga underarter finns listade i Catalogue of Life.